# خبرنامه
خبرنامه (به انگلیسی: Newsletter) به محتوایی گفته می‌شود که اشخاص حقیقی و حقوقی مانند سازمان‌ها، موسسات، خبرگزاری‌ها و غیره به صورت منظم و مداوم برای مشترکین و بازاریابی خود ارسال می‌کنند.
این محتوا معمولاً روزنامه، رساله، گزارش، مقاله، یا پست‌های وبلاگ یا وب‌سایت است که برای مشترکین از طریق پست الکترونیک (E-mail) یا به صورت کاغذی و چاپ شده ارسال می‌شود. اغلب خبرنامه‌های سازمانی به صورت ماهانه توسط واحد روابط عمومی منتشر و در اختیار نمایندگان فروش، کارمندان و کارکنان، اعضای هیئت مدیره و مشترکین قرارمی‌دهند.
در خبرنامه‌های سازمانی بیش‌تر به معرفی چشم انداز، اهداف، استراتژی و سیاست‌های کل و جز سازمان پرداخته و به تغییر یا تثبیت تصویر محصول یا تصویر سازمان در ذهن علاقه‌مندان پرداخته می‌شود. معرفی محصولات جدید و شناساندن کانال‌های توزیع و فروش محصولات، از دیگر بخش‌های خبرنامه‌های سازمانی است.